# Léonard de Vinci (mini-série)
Léonard de Vinci (La vita di Leonardo da Vinci) est une mini-série italienne en un pilote de 70 minutes et quatre épisodes de 50 minutes, réalisée par Renato Castellani, coproduite par la RAI, l'Istituto Luce, l'ORTF et la TVE, et diffusée du 24 octobre au 21 novembre 1971 sur Programma Nazionale.
Avec Philippe Leroy dans le rôle de Léonard de Vinci, ce feuilleton évoque sous la forme d'une fiction documentaire, la vie et la carrière de l'artiste de la Renaissance italienne, de sa naissance à sa mort.
Au Québec, le feuilleton a été diffusé à partir du 7 septembre 1973 à la Télévision de Radio-Canada, et en France à partir du 2 mai 1974 sur la deuxième chaîne de l'ORTF et rediffusé en avril 1980 sur la première chaîne.

## Synopsis
Chaque épisode raconte une partie de la vie et des œuvres de Léonard de Vinci. La particularité du feuilleton est de mettre en scène le narrateur en costume moderne qui évolue dans les lieux du récit, et confronte les événements de la vie de l'artiste avec les sources de l'époque.

## Fiche technique
- Titre original : La vita di Leonardo da Vinci
- Réalisation : Renato Castellani
- Scénario : Renato Castellani
- Photographie : Antonio Secchi
- Costumes : Ezio Frigerio
- Musique : Roman Vlad
- Conseiller historique : Cesare Brandi
- Durée : 1 × 80 minutes (pilote) et 4 × 60 minutes

## Distribution
- Philippe Leroy : Léonard de Vinci
- Giulio Bosetti : le narrateur
- Glauco Onorato : Ser Piero, le père de Léonard de Vinci
- Ann Odessa : Catherine, sa mère
- Carlos de Carvalho : Francesco, son oncle
- Bruno Piergentili : Salai
- Carlo Simoni (it) : Francesco Melzi
- Giampiero Albertini : Ludovic le Maure
- Mario Molli (it) : Andrea del Verrocchio
- Renzo Rossi : Sandro Botticelli

## Distinctions
- 30e cérémonie des Golden Globes 1972 : Meilleure émission spéciale
- Emmy Awards 1973 : Deux nominations Philippe Leroy pour le rôle de Léonard de Vinci et CBS et la RAI pour la production de la série.